# Xiphophorus pygmaeus
Xiphophorus pygmaeus és una espècie de peix de la família dels pecílids i de l'ordre dels ciprinodontiformes.

## Morfologia
Els mascles poden assolir els 4 cm de longitud total.

## Distribució geogràfica
Es troba a Amèrica: nord-est de Mèxic.